# Marina 101
Маріна 101 (англ. Marina 101) — висотна будівля готелю висотою 425 метрів (101 поверх), що знаходиться в Дубаї, ОАЕ. Друга по висоті будівля в країні, 12-а в Азії і 17-а у світі.

## Опис
Проєкт розроблений National Engineering Bureau та турецькою компанією TAV Construction. На даний момент будівля вважається найвищим у світі готелем із житловими апартаментами. Їхня середня вартість становить 4000$ за квадратний метр.

## Функціональність
Будівля Marina 101 включає 324 готельних номерів та 516 апартаментів для постійного проживання.

## Терміни завершення будівництва
Спочатку висотний готель планувалося завершити у 2012, проте до січня 2013 будівництво було ще не закінчено. Передбачається, що тепер будівля буде здана в експлуатацію у 2015, але в результаті здана лише у 2016.